# Chácobo
Le chácobo est une langue panoane parlée en Bolivie, dans le département de Beni, le long des rivières Ivon, Yata et Benicio par 1 000 Chácobo.

## Phonologie[2]

### Voyelles
|         | Antérieure | Centrale | Postérieure |
| ------- | ---------- | -------- | ----------- |
| Fermée  | i [i]      | ɨ [ɨ]    |             |
| Moyenne |            |          | o [o]       |
| Ouverte |            | a [a]    |             |

### Consonnes
|               |               | Bilabiale | Dentale | Palatale | Vélaire | Glottale |
| ------------- | ------------- | --------- | ------- | -------- | ------- | -------- |
| Occlusives    | Occlusives    | p [p]     | t [t]   |          | k [k]   | ʔ [ʔ]    |
| Fricatives    | Fricatives    | β [β]     | s [s]   | ʃ [ʃ]    |         |          |
| Affriquées    | Affriquées    |           | ʦ [t͡s]  | tʃ [t͡ʃ]  |         |          |
| Nasales       | Nasales       | m [m]     | n [n]   |          |         |          |
| Liquides      | Liquides      |           | r [r]   |          |         |          |
| Semi-voyelles | Semi-voyelles | w [w]     |         |          | j [j]   |          |